# 沃爾頓山
72°29′S 160°18′E / 72.483°S 160.300°E
沃爾頓山（英語：Mount Walton），是南極洲的山峰，位於維多利亞地的彭內爾海岸，處於烏納崖和查德威克山之間，屬於奧特巴克冰原島峰的一部分，海拔高度2,460米，美國地質調查局根據測量和該國海軍的空中照片繪入地圖，現時由南極條約體系管理。